# Häuselloh
Das Naturschutzgebiet Häuselloh liegt auf dem Gebiet der Stadt Selb im oberfränkischen Landkreis Wunsiedel im Fichtelgebirge in Bayern.
Das Gebiet erstreckt sich südöstlich der Kernstadt Selb. Westlich fließt der Lausenbach, unweit östlich verläuft die Staatsgrenze zu Tschechien, südlich erstreckt sich das etwa 40 Hektar große Naturwaldreservat Hengstberg.

## Bedeutung
Für Selb ist seit 1979 ein rund 69 Hektar großes Gebiet unter der Kenn-Nummer NSG-00115.01 als Naturschutzgebiet ausgewiesen. Es handelt sich um ein ehemaliges Hochmoor mit Spirkenmoorwald.